# 잉란 조선족 향
잉란 조선족 향(중국어: 迎兰朝鲜族乡, 중국조선어: 영란조선족향)은 중화인민공화국 헤이룽장성 하얼빈시 이란현 관할의 소수민족 향으로, 샤오싱안링산맥 남쪽 기슭에 위치해 있다.

## 행정구역
15개의 촌을 관할하고 있다.
```
迎兰村, 中原村, 永兴村, 红石村, 烟筒山村, 开发村, 新林村, 和平村, 德裕村, 德发村, 集胜村, 农丰村, 舒乐村, 宜昌村, 永安村
```